# Olivbrun kremla
Olivbrun kremla (Russula olivobrunnea) är en svampart som tillhör divisionen basidiesvampar, och som beskrevs av Ruots. och Vauras. Olivbrun kremla ingår i släktet kremlor, och familjen kremlor och riskor. Enligt den svenska rödlistan är arten sårbar i Sverige. Arten förekommer i Nedre Norrland. Artens livsmiljö är skogslandskap.